# Töölö

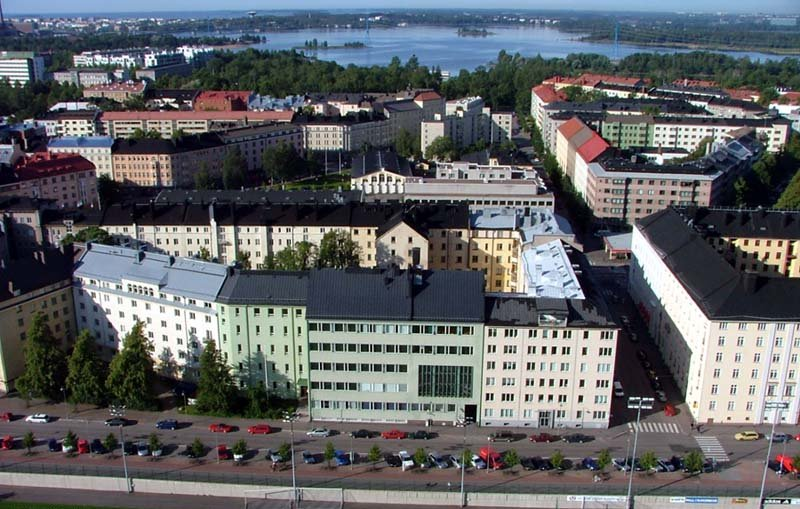
Töölö widziane z wieży Stadionu Olimpijskiego

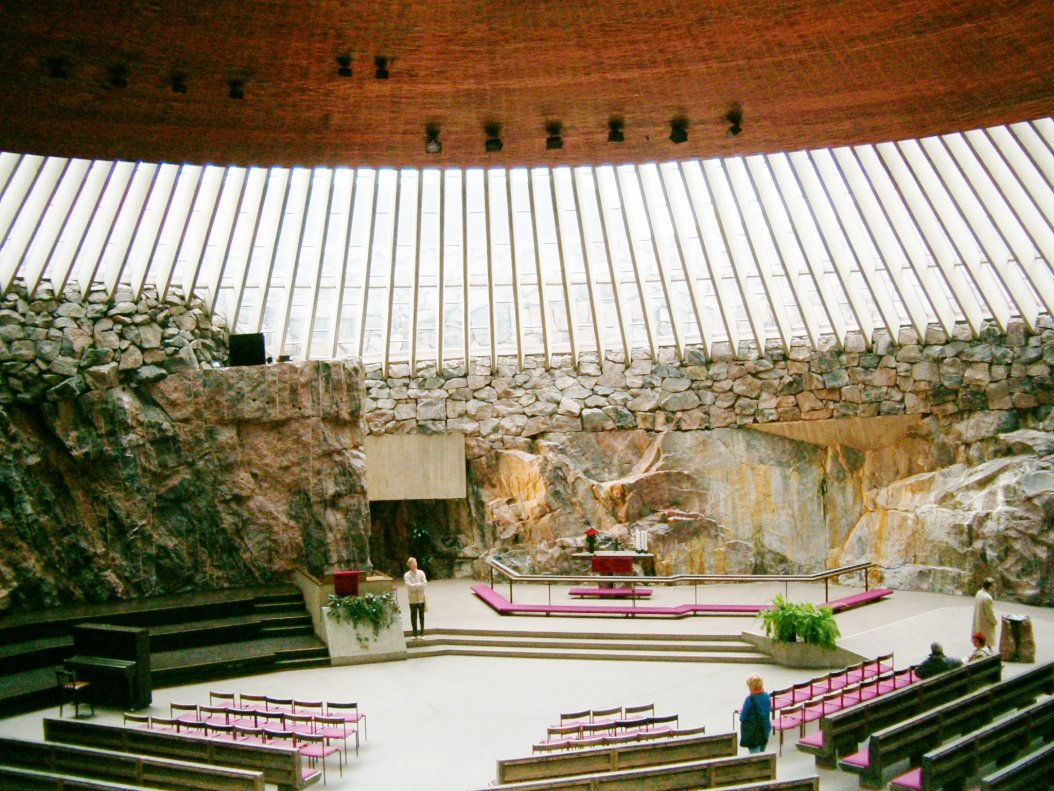
Kościół Tempeliaukio

Töölö – nieformalna dzielnica Helsinek, składające się z Etu-Töölö (szw. Främre Tölö i Taka-Töölö (szw. Bortre Tölö). Jest to nazwa popularna, formalnie nie nosi jej żadna część administracyjna miasta. 
Znajduje się obok centrum miasta, po zachodniej stronie Półwyspu Helsińskiego.

## Historia
Po raz pierwszy wzmiankowane było w roku 1476 czyli jeszcze przed początkami miasta. W 1640 królowa szwedzka Krystyna Wazówna podarowała Töölö miastu. Zorganizowana budowa dzielnicy miejskiej miała miejsce na początku XX wieku; według planu rozwoju zatwierdzonego w roku 1906 zdecydowano o rozbudowie Töölö jako dzielnicy Helsinek.

## Ważne obiekty w Töölö
- Stadion Olimpijski
- Ulica Mannerheimintie
- Finlandia Talo
- Gmach parlamentu
- Kościół Temppeliaukio